# 明治神宮野球大会 高校の部 (山口県勢)
明治神宮野球大会高校の部における山口県勢の成績について記す。

## 大会結果
| 年度（大会）     | 代表校                   | 試合結果 | 試合結果           | 備考            |
| ---------------- | ------------------------ | -------- | ------------------ | --------------- |
| 1973年（第4回）  | 柳井商（初出場）         | 1回戦    | ● 2 - 3 若狭       | 8回日没コールド |
| 1985年（第16回） | 防府（初出場）           | 1回戦    | ○ 15 - 3 市川      | 7回コールド     |
| 1985年（第16回） | 防府（初出場）           | 準決勝   | ● 5 - 16 松商学園  |                 |
| 1996年（第27回） | 西京（初出場）           | 2回戦    | ● 5 - 7 春日部共栄 |                 |
| 2004年（第35回） | 宇部商（初出場）         | 1回戦    | ● 6 - 7 修徳       |                 |
| 2007年（第38回） | 下関商（初出場）         | 1回戦    | ● 4 - 16 明豊      | 8回コールド     |
| 2014年（第45回） | 宇部鴻城（初出場）       | 1回戦    | ● 1 - 9 東海大四   |                 |
| 2016年（第47回） | 宇部鴻城（2年ぶり2回目） | 2回戦    | ● 5 - 6x 札幌第一  |                 |